# Pringanom
Pringanom is een bestuurslaag in het regentschap Sragen van de provincie Midden-Java, Indonesië. Pringanom telt 4460 inwoners (volkstelling 2010).